# Chicago Sky 2018
La stagione 2018 delle Chicago Sky fu la 13ª nella WNBA per la franchigia.
Le Chicago Sky arrivarono quarte nella Eastern Conference con un record di 13-21, non qualificandosi per i play-off.

## Roster
| N° | Naz.                   | Ruolo | Sportivo             | Anno | Alt. | Peso |
| -- | ---------------------- | ----- | -------------------- | ---- | ---- | ---- |
| 0  | Stati Uniti (bandiera) | G     | Diamond DeShields    | 1995 | 185  | 70   |
| 2  | Stati Uniti (bandiera) | GA    | Kahleah Copper       | 1994 | 185  | 70   |
| 5  | Stati Uniti (bandiera) | G     | Chelsea Hopkins      | 1990 | 173  | 63   |
| 6  | Stati Uniti (bandiera) | GA    | Alex Montgomery      | 1988 | 185  | 84   |
| 11 | Stati Uniti (bandiera) | A     | Amber Harris         | 1988 | 196  | 88   |
| 14 | Stati Uniti (bandiera) | G     | Allie Quigley        | 1986 | 178  | 64   |
| 15 | Stati Uniti (bandiera) | A     | Gabby Williams       | 1996 | 180  | 77   |
| 21 | Stati Uniti (bandiera) | G     | Jamierra Faulkner    | 1992 | 168  | 64   |
| 22 | Stati Uniti (bandiera) | G     | Courtney Vandersloot | 1989 | 173  | 59   |
| 23 | Stati Uniti (bandiera) | G     | Linnae Harper        | 1995 | 173  | 68   |
| 31 | Stati Uniti (bandiera) | C     | Stefanie Dolson      | 1992 | 193  | 97   |
| 32 | Stati Uniti (bandiera) | A     | Cheyenne Parker      | 1992 | 193  | 86   |
| 41 | Stati Uniti (bandiera) | C     | Alaina Coates        | 1995 | 193  | 70   |
| 45 | Spagna (bandiera)      | C     | Astou Ndour          | 1994 | 196  | 75   |

## Staff tecnico
- Allenatore: Amber Stocks
- Vice-allenatori: Carla Morrow, Awvee Storey
- Vice-allenatore per lo sviluppo dei giocatori: Emre Vatansever
- Preparatore atletico: Jody Jenike
- Preparatore fisico: Ann Crosby